# Johan Dankmeijer

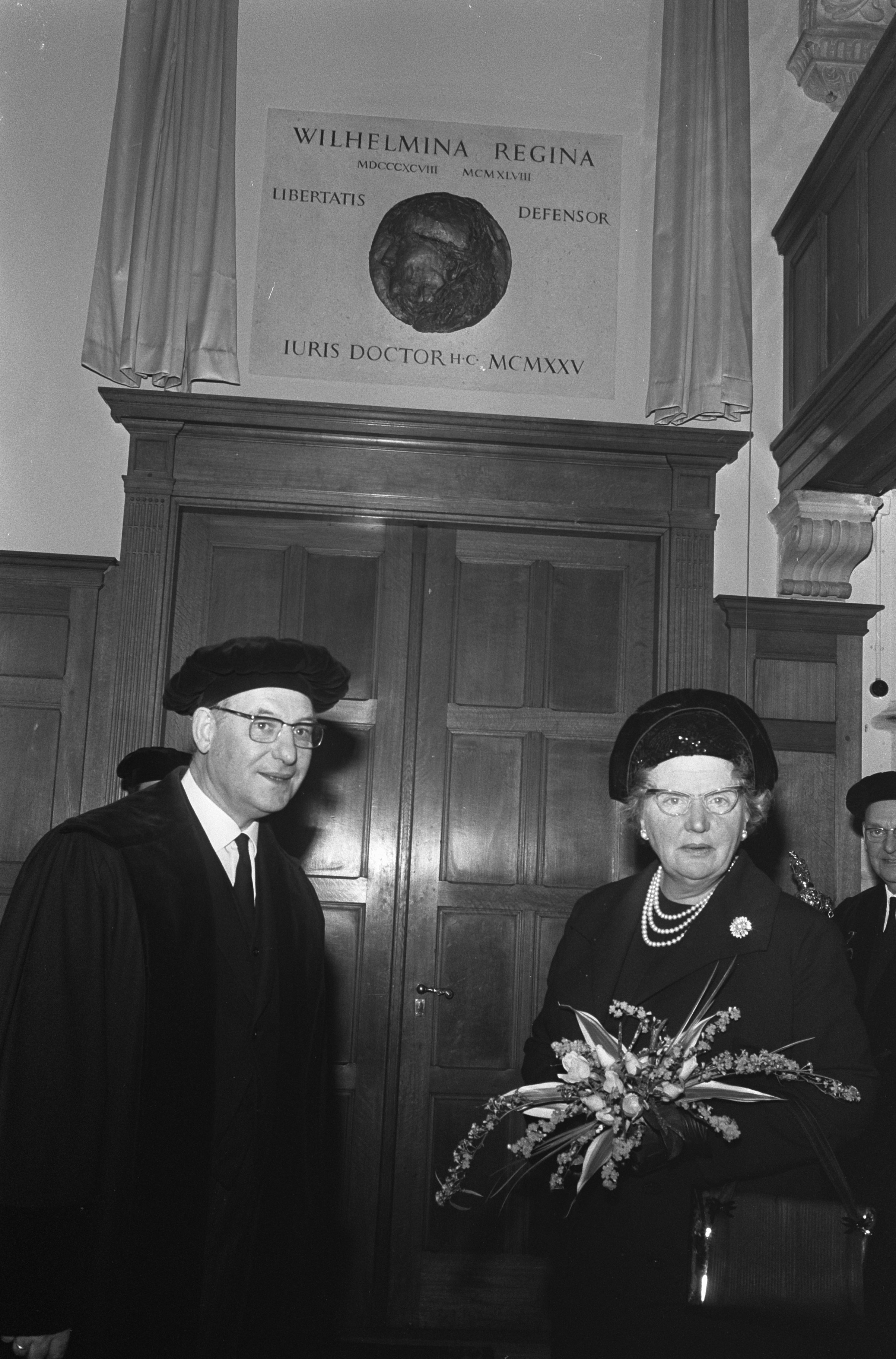
Johan Dankmeijer mit der niederländischen Königin Juliana (1965)

Johan Dankmeijer (* 26. Oktober 1907 in Amsterdam; † 12. September 1973 in Oegstgeest) war ein niederländischer Anatom.

## Leben
Johan war der Sohn des Hendrik Frederik Dankmeijer (* um 1870; † 27. Juli 1923 in Amsterdam) und dessen am 18. März 1897 geheirateten Frau Maria Elisabeth Brinkbok (* um September 1873 in Amsterdam; † 11. Januar 1930 in Amsterdam). Er besuchte die höhere Bürgerschule in Amsterdam und begann 1924 ein Studium der Medizin an der Universität von Amsterdam. 1932 hatte er sein Arztexamen bestanden und wurde Assistent an der Universität daselbst. 1933 wechselte er als Hauptassistent an das anatomische Labor der Universität Utrecht, promovierte 1934 in Utrecht zum Doktor der Medizin mit der Arbeit De beteekenis van vingerafdrukken voor het anthropologisch onderzoek zum Doktor der Medizin und wechselte 1935 als Assistent an die Geburtsklinik in Utrecht. 1936 wurde er Prosektor am Anatomischen Labor der Universität Leiden, habilitierte sich dort 1941 als Privatdozent und arbeitete ab 1946 als Prosektor und Privatdozent an der Universität Zürich.
Am 7. März 1947 wurde er zum außerordentlichen Professor der Anatomie an die Universität Leiden berufen, welche Aufgabe er am 19. Dezember 1947 mit der Rede Problemen in de moderne ontleedkunde antrat. Am 17. Januar 1949 stieg er in die ordentliche Professur der Anatomie und Embryologie auf, zudem unterrichtete er ab dem 26. Februar 1955 an der philosophischen Fakultät und ab dem 1. September 1963 an der Fakultät für soziale Wissenschaften physische Anthropologie. Im Akademiejahr 1965/66 wurde er Rektor der Alma Mater und wurde Mitglied vieler Anatomieverbände im In- und Ausland. So zum Beispiel war er korrespondierendes Mitglied de Köninklijke Academie van Geneeskunde in Belgien, Ehrenmitglied der American Rhinologic Society und Mitglied der Koninklijke Hollandsche Maatschappij der Wetenschappen. Man ernannte ihn 1971 zum Ritter des Ordens vom niederländischen Löwen, zum Offizier des Ordre des Palmes Académiques und zum Kommandeur des Ordens der Republik Tunesien. Er schrieb etwa 150 Einzelabhandlungen, wozu auch historische Studien von Herman Boerhaave, Leonardo da Vinci, René Descartes und Andreas Vesalius zählen.

## Familie
Dankmeijer verheiratete sich am 10. September 1939 in Oegstgeest mit Magdalena Gertrud Martha Welz (* 11. Januar 1910 in Bremen; † 24. August 1997 in Oegstgeest). Aus der Ehe stammen drei Söhne und zwei Töchter. Von den Kindern kennt man:
- Hendrik Frederik (Erik) Dankmeijer (* Oktober 1940 in Oegstgeest) verh. I. M. Kok verh. II Gerda Schoots
- Frank J. Dankmeijer (* um 1944) verh. Ineke Muiser
- Marleen M. Dankmeijer verh. Jaap de Bruin
- Monique E. Dankmeijer verh. 6. Juli 1971 in Oegstgeest Jan Hein la Riviere
- Hubert Peter Dankmeijer (* 30. Juni 1950 in Leiden) verh. mit Anna Maria Josephina (Mieke) Louwe

## Werke (Auswahl)
- Problemen in de moderne ontleedkunde. Leiden 1947
- Anatomie. Den Haag 1948
- Hoe zien wij de mens van biologisch-medisch standpunt beschouwd. Leiden 1951
- De biologische studies van René Descartes. Leiden 1951
- Petite histoire de l'anatomie de Leyde. Leiden 1957
- Leonardo's beeld van de natuurlijke mens. Delft 1959
- De speurtocht naar de normale mens. Leiden 1966

## Weblink
- Dankmeijer im Professorenkatalog der Universität Leiden

| Personendaten    | Personendaten           |
| ---------------- | ----------------------- |
| NAME             | Dankmeijer, Johan       |
| KURZBESCHREIBUNG | niederländischer Anatom |
| GEBURTSDATUM     | 26. Oktober 1907        |
| GEBURTSORT       | Amsterdam               |
| STERBEDATUM      | 12. September 1973      |
| STERBEORT        | Oegstgeest              |